# 第七只見川橋梁
第七只見川橋梁（だいななただみがわきょうりょう）は、福島県大沼郡金山町の只見川に架かる東日本旅客鉄道（JR東日本）只見線の鉄道橋である。

## 概要
国鉄会津線（現・只見線）の会津川口駅 - 只見駅間の延伸工事に伴って1963年（昭和38年）に供用開始した。会津横田駅 - 会津大塩駅間の阿賀野川水系只見川に架かる全長166.44 mの橋梁である（外部リンク参照）。
もともとは田子倉ダムの建設のため、1957年（昭和32年）に会津川口から只見を経てダム建設現場までを電源開発株式会社の専用鉄道として敷設した際、本橋梁も同年に完成している。

### 平成23年7月新潟・福島豪雨の影響

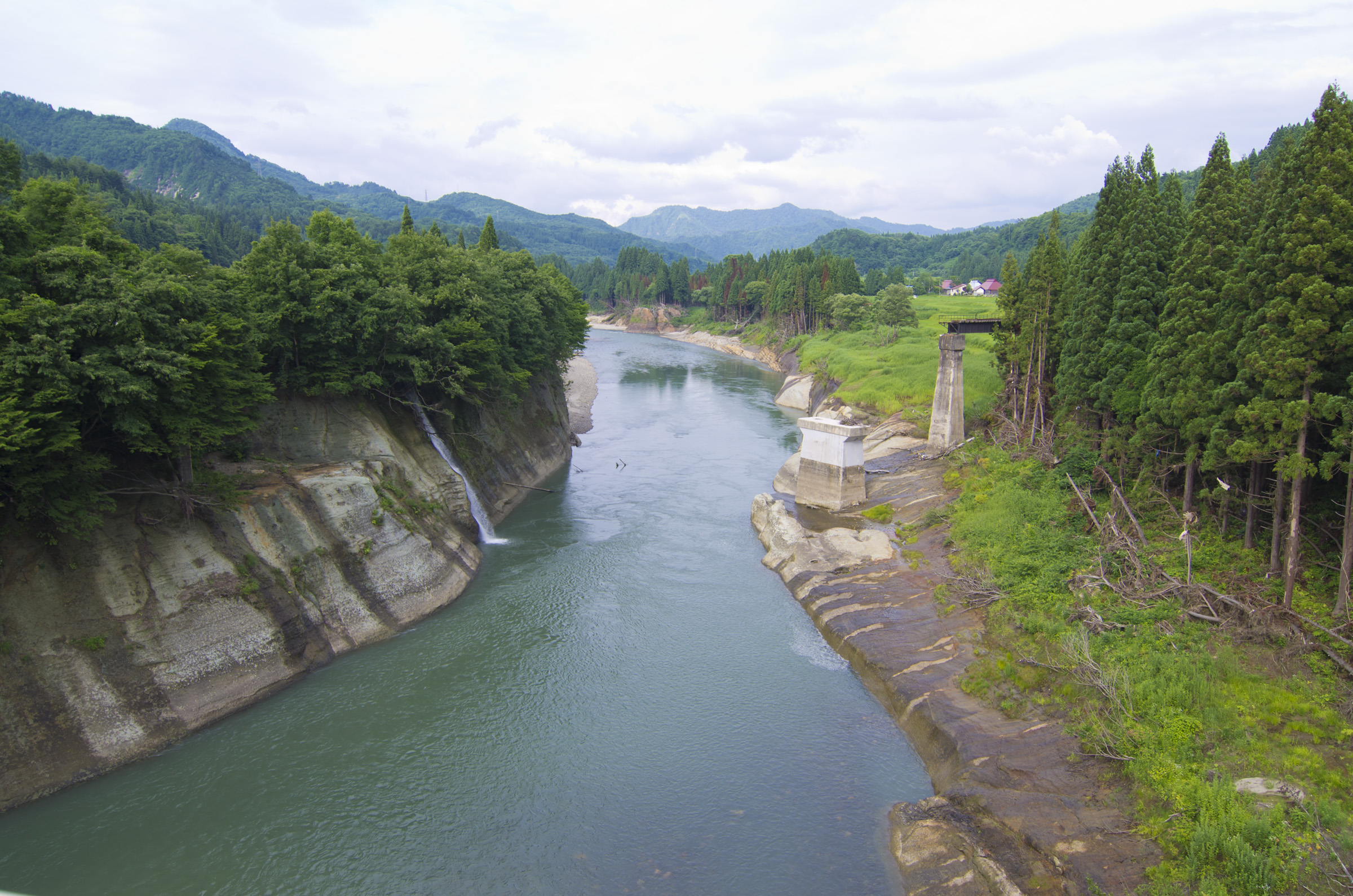
流出後の第七只見川橋梁

2011年（平成23年）7月の新潟・福島豪雨では、只見川の増水・氾濫により本橋梁のトラス桁および5連目のプレートガーダー桁が流失した。なお、トラス桁の橋脚および川口方のプレートガーダー桁4連部分は流失されずに残っている。
また、只見川の上流側に隣接する四季彩橋（町道）は、ポニー中路アーチ橋のためか本橋梁のように流失する事態は免れている。只見川の下流側では、二本木橋（国道252号）が上路式アーチ橋のため本橋梁同様に流失している。

## 構造
単線上路式プレートガーダー5連 + 単線上路式ワーレントラス1連の形式であり、トラスは1956年（昭和31年）製造の滝上工業製である。
- 1 - 2連目：単線上路式プレートガーダー（支間長12.90 m）
- 3 - 4連目：単線上路式プレートガーダー（支間長19.20 m）
- 5連目：単線上路式プレートガーダー（支間長22.30 m）
- 6連目：単線上路式ワーレントラス（支間長77.50 m）

また、川口方のプレートガーダー桁は緩やかな曲線を描いている。

## 周辺
- 国道252号
- 四季彩橋
- 大塩温泉

## その他
- 只見川に架かる本橋梁は、鉄道ファンやカメラマンの有名撮影ポイントとなっている。